# Райнес, Фредерик
Фре́дерик Ра́йнес (англ. Frederick Reines; 16 марта 1918, Патерсон, штат Нью-Джерси, США — 26 августа 1998, Ориндж, штат Калифорния, США) — американский физик, профессор, лауреат Нобелевской премии по физике (1995) за открытие нейтрино.
Член Национальной академии наук США (1980), иностранный член Российской академии наук (1994).

## Биография
Родился в Нью-Джерси, США в семье евреев-эмигрантов из России. Его родители — Израиль Райнес и Гусси Коэн — эмигрировали из одного и того же городка Лида в Российской империи (сейчас в Белоруссии) и поженились уже в Соединённых Штатах. Родственник со стороны отца — Раби Исаак Яаков Райнес (1839—1915) — известен своим вкладом в становление еврейского религиозного движения Мизрахи. Перед Второй мировой войной Израиль Райнес работал на ткацкой фабрике. Затем семья переехала в Хелборн, штат Нью-Йорк.
Фредерик Райнес получил докторскую степень по физике в Нью-Йоркском университете (1944). Затем работал в Лос-Аламосской национальной лаборатории в Нью-Мексико, где проводились атомные исследования (1951). В 1951 году Райнес становится профессором физики и деканом кафедры физики Технологического института в Питтсбурге. В 1966—1988 — профессор Калифорнийского университета в Ирвайне.
Работая в творческом тандеме с Клайдом Коуэном, Ф. Райнес занимался исследованием теории нейтрино. Райнес и Коуэн доказали существование нейтрино, предсказанного в 1930 Вольфгангом Паули. В 1951 они предлагали использовать для своего эксперимента атомную бомбу, но этот план был заменён экспериментами на ядерном реакторе в Южной Каролине (1955). Во время этих экспериментов было подтверждено существование нейтрино.
За открытие нейтрино Райнес (совместно с Мартином Перлом) был удостоен Нобелевской премии по физике в 1995 (Коуэн, его соавтор по открытию, умер в 1974). Райнес также был лауреатом многих других престижных наград, включая премию памяти Роберта Оппенгеймера (1981) и Национальную научную медаль США (1983), наград Американского физического общества и стипендию Гуггенхайма. Райнес был членом Американского общества учителей физики, Американской академии наук и искусств, автором научно-популярных лекций в различных престижных организациях, в том числе в Израильской академии наук и искусств, в Стэнфордском университете и в Университете Мэриленда.
В 1992 году подписал «Предупреждение человечеству».
Умер 26 августа 1998 года после продолжительной болезни.